# ヒュー・ド・コートネイ (第2代デヴォン伯)

デヴォン伯コートネイ家の紋章

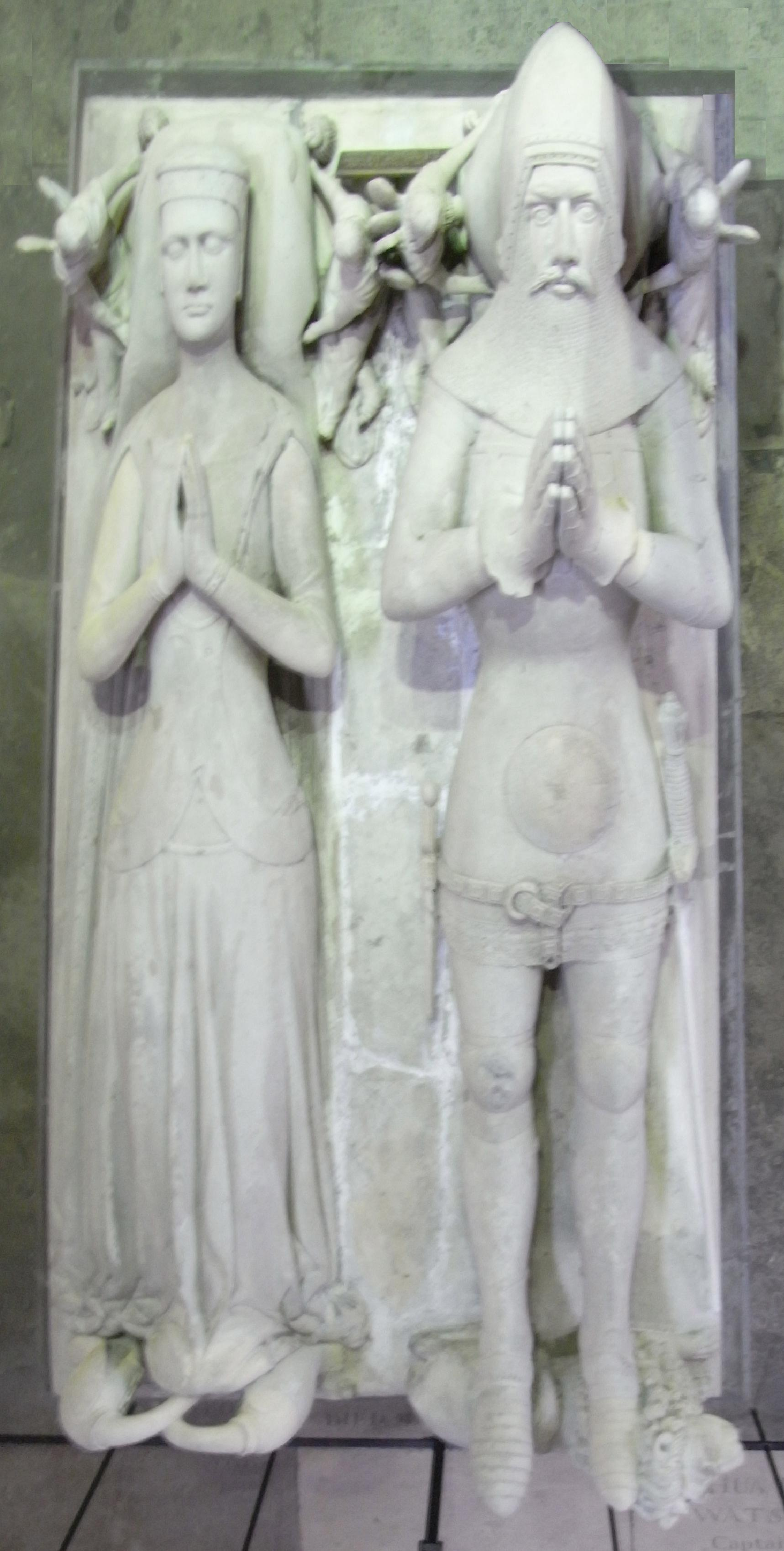
ヒュー・ド・コートネイと妻マーガレット・ド・ブーンの墓像（エクセター大聖堂）

第2代/第10代デヴォン伯ヒュー・ド・コートネイ（1303年7月12日 - 1377年5月2日）は、イングランド貴族。百年戦争においてエドワード3世に仕え、重要な役割を果たした。主な居城はデヴォンのティヴァートン城とオークハンプトン城であった。コートネイ家のデヴォン伯に与えられた序数は、1334/5年2月22日に付与された特許状によって伯位が新設とみなされるか、またはレッドヴァース家の伯位の回復とみなされるかによって異なる。意見が分かれるため、両方の序数が存在する。

## 生涯

### 生い立ち
ヒュー・ド・コートネイは、1303年7月12日に、初代/第9代デヴォン伯ヒュー・ド・コートネイ（1276年 - 1340年）の次男として生まれた。妻アグネス・ド・セントジョンは、ハンプシャーのベイシングのサー・ジョン・ド・セントジョンの娘であった。1340年の父の死に伴い、伯位を継承した。兄のタヴィストック修道院長ジョン・ド・コートネイ（1296年頃 - 1349年7月11日）は聖職者で、未婚であった。父の跡を継いでオークハンプトン男爵となったものの、伯位は継承しなかった。

### 経歴
1325年にマーガレット・ド・ブーンと結婚し、パウダーハム荘園を獲得した。後にマーガレット・ド・ブーンは、息子の一人サー・フィリップ・コートネイ（1406年没）にこの荘園を与え、フィリップの一族が現在までこの荘園を所有している。
1327年1月20日、ヒューは旗頭騎士に叙せられた。1333年、ヒューと父はハリドン・ヒルの戦いに参加した。1337年4月23日に議会に召集され、これにより父の存命中にコートネイ男爵となったとされている。1339年、ヒューと父はフランス軍のコーンウォール侵攻を撃退した軍勢に加わり、フランス軍を艦隊まで追い返した。父ヒューは1340年12月23日、64歳で死去した。ヒューは伯位を継承し、1341年1月11日に領地の領主権を与えられた。
1342年、ヒューはエドワード3世のブルターニュ遠征隊に同行した。リチャードソンは、1347年4月9日にリッチフィールドで行われたトーナメントに参加したと記している。しかし、1347年にヒューは国王の海を越えた遠征に同行する際に病弱を理由に免除され、その頃議会への出席も免除されたため、リッチフィールドのトーナメントに参加したのはヒューの長男で1346年8月26日のクレシーの戦いで戦った相続人のヒュー・コートネイであった可能性が示唆されている。
1350年、国王はヒューに1年間の旅行を許可し、その年、ヒューはロンドンにカルメル会修道院を建設した。1352年にヒューはデヴォンとコーンウォールの共同管理人に任命された。1361年、ヒューとその妻マーガレット・ド・ブーンは、マーガレットの兄弟である第6代ヘレフォード伯ハンフリー・ド・ブーンの遺言により遺贈を受けた。

### 晩年
ヒューは1356年のポワティエの戦いで大いに貢献した。エドワード黒太子はヒューが率いる荷物隊を後方に送ったが、長い荷馬車列が狭い橋とフランス軍の退路を塞いでいたため、これは賢明な策であった。ヒューは守備的な役割を担っていたため、戦闘ではほとんど役割を果たさなかった。ヒューは国王から満額の年金を受け取って引退した。1373年、ヒューはデヴォンの王室森林管理局長に任命された。イングランドの伯爵の中で比較的裕福ではあったが、その富においてはアランデル伯、サフォーク伯、ウォリック伯に追い抜かれた。また、相続によってサマセットに5つの荘園、コーンウォールに2つ、ハンプシャーに2つ、ドーセットに1つ、バッキンガムシャーに1つ、計1つの荘園を所有していた。ヒューはエクセター司教ジョン・グランディソンの在任中に後援者を務めた。
ヒューは1377年5月2日にエクセターで亡くなり、エクセター大聖堂に埋葬された。13--年1月28日付の遺言が残されている。

## 結婚と子女
1314年9月27日の婚姻契約書に従って、1325年8月11日に第4代ヘレフォード伯ハンフリー・ド・ブーン（エドワード1世の娘エリザベスを妻とする）の長女マーガレット（1311年4月3日 - 1391年12月16日）と結婚し、8男9女をもうけた。
- ヒュー（1327年 - 1348年） - 法定相続人であったが、父に先立って亡くなった。1341年9月3日以前に第7代オックスフォード伯ジョン・ド・ヴィアの娘エリザベスと結婚し、1男ヒューをもうけたが、息子ヒューは子供がいないまま1374年に亡くなった。未亡人となったエリザベス・ド・ヴィアは第3代モウブレー男爵ジョン・モウブレーおよびサー・ウィリアム・ド・コッシントンと再婚した[16]。
- トマス（1329/31年生） - クレディトンおよびエクセターの律修司祭[17]
- エドワード（1331年頃 - 1368/71年） - 「ゴドリントン」（場所は不明[注釈 6]）を領した[7]。父に先立って亡くなった[7]。サー・ジョン・ダウニーの娘エメリン・ダウニー（1329年頃 - 1371年2月28日）と結婚した。ダウニー家はコーンウォールのボコノック[18]およびシェビオック、デヴォン[19]のタウンスタール（ノートン・ダウニーを含む[20]）、イースト・アリントン、スタンコンブ・ダウニー、バックランド・ブルーワー[21]、サウス・アリントンなどを領し、それらすべての荘園がコートネイ家に伝えられた。1368年2月2日から1371年4月1日の間に死去した。コーンウォールのシェヴィオック教会に残る石像は夫妻の像であると考えられている[22][注釈 7]。クリーブランド（1735年）によると、エメリン・ダウニーは夫に16の荘園をもたらした[24]。夫妻には以下の2男がいた[25][26]。
  - エドワード（1357年頃 - 1419年） - 第3代デヴォン伯。「盲目の伯爵」とよばれ、モード・カモイズと結婚した。伯位はエドワードの子孫に受け継がれたが、曾孫である第6代デヴォン伯トマス・コートネイが1461年4月3日、タウトンの戦いの後、ヨークで子孫を残さず斬首された。すべての爵位・領地は没収され、伯位は薔薇戦争による一時的な混乱の後、1485年に新たに創設され初代デヴォン伯エドワード・コートネイ（1509年没）に継承された。彼はコーンウォールのボコノックとデヴォンのハッコムの出身で第3代デヴォン伯の弟サー・ヒュー・コートネイ（1358年 - 1425年）の孫であった[25][27]。
  - ヒュー（1358年 - 1425年） - コーンウォールのボコノックとデヴォンのハッコムを領した。孫は初代デヴォン伯エドワード・コートネイ（1509年没）である。
- ロバート[注釈 8]
- ウィリアム（1342年頃 - 1396年7月31日） - カンタベリー大司教
- フィリップ（1345年頃 - 1406年7月29日） - デヴォンのパウダーハムを相続。サー・トマス・ウェイクの娘アンと結婚[29][30]
- ピーター（1346年 - 1405年2月2日） - サマセットのハーディントン・マンデヴィルを領した。サー・ジョン・ド・サン・ロー（1375年11月8日没）の未亡人で、ジョン・ド・クライヴドンの娘で相続人であるマーガレット・クライヴドンと結婚した[31]。ピーターの真鍮像はかなり摩耗しているが、ブーン家の紋章がマーシャリングされたコートニー家の紋章が刻まれており、エクセター大聖堂の南側の側廊の床に残されている[32]。
- ハンフリー - 早世[33]
- マーガレット（1328年頃 - 1395年8月2日） - 第3代コバム男爵ジョン・ド・コバムと結婚[33]
- エリザベス（1395年8月7日没） - 最初に第7代オックスフォード伯ジョン・ド・ヴィアの長男サー・ジョン・ド・ヴィアと結婚。チルトンのサー・アンドリュー・ラットレルと再婚し[33][34]、サー・ヒュー・ラットレルを含む子女をもうけた。
- キャサリン（1399年12月31日没） - 1353年10月18日以前に第2代エンゲーヌ男爵トマス・エンゲーヌ（1367年6月29日没）と結婚、子女なし[33]。
- アン
- ジョーン - 1367年以前にサー・ジョン・ド・チェバーストンと結婚、子女なし[33]。
- マーガレット（1342/50年 - 1381年7月以降） - サー・テオバルド・グレンヴィル2世（1381年7月以前没）と結婚[35][注釈 9][注釈 10][注釈 11]

他娘3人